# Bob Neuwirth (album)
Bob Neuwirth je první sólové studiové album amerického písničkáře Boba Neuwirtha. Vydalo jej roku 1974 hudební vydavatelství Asylum Records a jeho producentem byl Thomas Jefferson Kaye. Na albu se podílelo velké množství hudebníků, mezi které patří například Booker T. Jones, Kris Kristofferson, Dusty Springfield, Danny Weis, Blue Mitchell nebo Cass Elliot. Jde o jeho poslední album až do roku 1988, kdy vydal nahrávku Back to the Front.

## Seznam skladeb
| Pořadí | Název                                       | Délka |
| ------ | ------------------------------------------- | ----- |
| 1.     | Rock & Roll Time                            | 3:10  |
| 2.     | Kiss Money                                  | 3:05  |
| 3.     | Just Because I'm Here (Don't Mean I'm Home) | 5:40  |
| 4.     | Honky Red                                   | 3:45  |
| 5.     | Hero                                        | 3:45  |
| 6.     | Legend in My Time                           | 1:50  |
| 7.     | Rock & Roll Rider                           | 2:55  |
| 8.     | We Had It All                               | 3:00  |
| 9.     | Country Livin'                              | 3:45  |
| 10.    | Cowboys & Indians                           | 4:50  |
| 11.    | Mercedes Benz                               | 2:45  |